# 魂刀流志伎会
一般社団法人 魂刀流志伎会（こんとうりゅうしきかい）とは、義足の立師戸沼智貴が代表を務める立廻剣術道場である。

## 概要
【一般社団法人 魂刀流志伎会】は、日本の伝統的精神性の象徴である「刀」を用い、日本民族芸能文化である立廻剣術ならびに剣舞の保存継承および伝承発展に貢献するための活動を行う団体。
　２００８年に創設され現在は日本国内１５箇所で道場を構え、会員は幼児からシニアまで１００名を超える。「《剣》を通して、豊かな人生を育む。」をテーマに人のつながりを体感する活動を行う。
　主な活動として全国各地にある系列道場の運営・支援を行うとともに、各地のフェスティバルやイベントへの参加、寺社等の奉納祭りでの演舞、公的機関施設等でのワークショップなどを行い民族芸能文化の啓蒙にも努める。海外公演においても日本の伝統的な技法や演技を通して、より一層の日本文化を広める役割を担う。

## 全国系列道場
日本各地で（一社）魂刀流志伎会が運営支援を行う道場は以下のとおり。（２０２４年１２月時点で１都１府８県の１２道場とオンライン１道場、講師派遣２団体）
【系列道場】
・魂刀流東京刀嶺会（とうきょうとうれいかい）［東京都］
・魂刀流南総青剣会（なんそうせいけんかい）［千葉県］
・魂刀流仙台道場零（せんだいどうじょうぜろ）［宮城県］
・魂刀流武州芳斬会（ぶしゅうほうざんかい）［埼玉県］
・魂刀流川崎道場識武（かわさきどうじょうしきぶ）［神奈川県］
・魂刀流ママチャンバラ倶楽部（ままちゃんばらくらぶ）［神奈川県］
・魂刀流静岡富士道場玉響（しずおかふじどうじょうたまゆら）［静岡県］
・魂刀流愛知道場葵刄（あいちどうじょうあおば）［愛知県］
・魂刀流尾州星蓮会（びしゅうせいれんかい）［愛知県］
・魂刀流三重道場焔（みえどうじょうほむら）［三重県］
・魂刀流大阪向剣会（おおさかこうけんかい）［大阪府］
・魂刀流石見剣楽会（いわみけんらくかい）［島根県］
・魂刀LEP道場（こんとうれっぷどうじょう）［オンライン］

【講師派遣】
・NPO法人高津総合型スポーツクラブSELF［神奈川県］
・文教大学湘南キャンパス部活「武蔵殺陣剣舞会」［神奈川県］

## 主な活動経歴
【主な国内参加事業】
２０２４年　　　川崎市高津市民館主催「外国人市民向け日本文化体験講座」講師
２０２３年　　　文化庁「文化芸術による子供育成推進事業ユニバーサル公演事業」に一部コンテンツ提供
２０２２年　　　東京２０２０パラリンピック閉会式に映像にて出演
２０２１年　　　JR東日本社員企業研修「共生社会づくりに向けて」講師
２０１９年　　　東京都大森第二中学校特別授業講師
　　　　　　　　川崎市浅田小学校芸術体験＆講演会
２０１８年　　　神奈川県国際交流フェスティバル
　　　　　　　　弘済会義肢装具サポートセンター施設イベント
　　　　　　　　島根県益田市ますだ産業祭
２０１７年　　　客船「にっぽん丸」クルーズ船上歓迎式典
２０１６年　　　川崎市国際交流センター主催インターナショナルフェスティバルinかわさき
２０１５年　　　第２２回宮城県一ノ蔵蔵開放祭り
２０１４年　　　障がい者福祉施設いずみのの家イベント
２０１３年　　　第３８回川崎市高津区民祭
　　　　　　　　鳥取県倉吉せきがね里見まつり
２０１２年　　　神奈川県中原街道時代祭り
２０１１年　　　埼玉キヤッセ羽生収穫祭
２０１０年　　　川崎市大道芸大会「ポレポレまつり２０１０」
　　　　　　　　千葉県児童養護施設「船形学園ふれあいまつり」
２００９年　　　NANSO舞台芸術創造プロジェクト「南総里見八犬伝」立廻振付
　　　　　　　　仙台短編映画祭「ショートピース」立廻剣術ワークショップ

【主な海外事業】
２０２１年　CIOFFチリ主催「FESTIVAL FOLKLORICO INTERNACIONAL EN LA ARAUCANIA 2021」にオンライン出演
２０１９年　CIOFFインドネシア主催「スラバヤ国際フェスティバル」に日本代表として参加
２０１８年　台湾宜蘭国際子どもフェスティバルに日本代表として参加。（ユネスコ公式パートナー「CIOFF」事業）
２０１７年　台湾雲林県ランタンフェスティバルに千葉県ならびに館山市代表として参加　メインステージにて演舞
２０１６年　インドネシア・日本政府観光局主催ジャパントラベルフェスタにて演舞　
　　　　　　フランス・モントワールフェスティバルに日本代表チームとして参加（国際NGO団体CIOFF正式招待）
２０１５年　インドネシア・ジャカルタの劇団en塾への立廻振付・所作講師派遣（国際交流基金事業）
　　　　　　インドネシア・YPAC特別支援学校でのパフォーマンス＆体験交流（国際交流基金事業）
　　　　　　インドネシア・在イ日本大使館主催天皇誕生日記念パーティーにて演舞（国際交流基金事業）
　　　　　　インドネシア・ジャカルタ日本人学校にてパフォーマンス＆講演会（国際交流基金事業）
　　　　　　インドネシア・在イ日本大使館にて地元高校生への日本文化体験プログラム実施（国際交流基金事業）